# Mikk Marran
Mikk Marran (Võru, 1978. október 2. –) észt köztisztviselő. 2016. január 1-jétől az észt Külföldi Hírszerző Szolgálat (Välisluureamet) főigazgatója. Korábban az Észt Védelmi Minisztériumban dolgozott különböző beosztásokban. 2022. november 1-jétől az észt Állami Erdőgazdálkodási Központ (RMK) igazgatóságának elnöke.

## Életrajza
1996-tól 2001-ig a Tallinni Egyetem Társadalomtudományi Karán tanult közigazgatás szakon. Közben 1997–1998-ban részképzés keretében Magyarországon, a Pázmány Péter Katolikus Egyetemen folytatott nemzetközi tanulmányokat (diplomácia és nemzetközi kapcsolatok), majd 1998-ban a belgiumi College of Europe-ban európai ügyeket tanult. 2009–2010-ben az Egyesült Államok Nemzetvédelmi Egyetemén tanult nemzetierőforrás-gazdálkodást, 2018-ban pedig elvégezte a Harvard Kennedy School Global Change Agents Programját.
1999-től az Észt Védelmi Minisztérium munkatársa volt. 2003-tól 2005-ig a minisztérium nemzetközi főosztályát, 2005–2006 között a NATO-együttműködésért, valamint az európai biztonság- és védelempolitikáért felelős főosztályt vezette. 2006–2009 között Észtország brüsszeli Állandó NATO-képviseletén dolgozott tanácsosi rangban. 2010–2011-ben az Észt Védelmi Minisztérium védelmi beruházásokért felelős államtitkára, 2011–2015 között a védelmi minisztérium Állandó Titkárságát vezette államtitkári rangban.
2015. október 12-én 2016. január 1-jei hatállyal kinevezték az észt Információs Hivatal (Teabeamet) főigazgatójává. A szervezetet 2017-ben Külföldi Hírszerző Szolgálattá (Välisluureamet) nevezték át.
2020. június 11-én az Észt Parlament (Riigikogu) nemzetbiztonsági bizottsága Jüri Louge védelmi miniszter javaslatára a következő öt évre is meghosszabbította Mikk Marran megbízatását a Külföldi Hírszerző Szolgálat élén.
Habár megbízatása 2025-ig szólt a Külföldi Hírszerző Szolgálat élén, 2022 augusztusában bejelentette, hogy pályázott az észt Állami Erdőgazdálkodási Központ (RMK) igazgatóságának elnöki posztjára, amelyet elnyert. Ennek megfelelően 2022. október 31-én távozott a Külföldi Hírszerző Szolgálattól és 2022. november 1-jétől az RMK igazgatóságának elnöki posztját tölti be.

## Könyve
- Mikk Marran, Eve Vungo: Eesti pöördub läände. Laari valitsus. Vatita, Kohtla-Järve, 1999, ISBN 9985201302[4] (magyarul: Észtország nyugatra fordul. A Laar-kormány)[5]

## Kitüntetései
- Fehér csillag érdemrend III. osztálya (2015)[6]
- Védelmi minisztérium érdemrendje I. és II. osztálya[7]
- Katonai érdemkereszt

## Magánélete
Nős, három gyermeke van. Felesége Kaisa Marran (született: Teimann) táncos és koreográfus, edző, egy Pilates-stúdiót vezet.